# Hoje em Dia
Hoje em Dia é uma revista eletrônica matutina brasileira, produzida e exibida pela Record. O programa é inspirado no formato dos conhecidos morning shows estadunidenses Good Morning America e Today Show mesclando jornalismo, prestação de serviços e entretenimento. Estreou em 22 de agosto de 2005, inicialmente sob o comando de Ana Hickmann, Britto Júnior e Edu Guedes. Atualmente é apresentado por Celso Zucatelli, Ana Hickmann, Renata Alves e Ticiane Pinheiro.

## Antecedentes
No início de 2005, a direção da Record decidiu reestruturar a faixa matutina, programando para o segundo semestre o fim do Note e Anote e a estreia de um novo programa. Foi encomendado para o horário uma revista eletrônica que mesclasse jornalismo e entretenimento, inspirado no formato dos morning shows estadunidenses Good Morning America e Today Show Foram escalados para o piloto Ana Hickmann e Marcelo Rezende, porém dois dias antes da gravação, o jornalista pediu demissão da emissora e assinou com a RedeTV!, uma vez que estava descontente com o fim do Cidade Alerta e queria continuar no jornalismo policial.
Rodolpho Gamberini gravou o piloto ao lado de Ana, porém em 8 de agosto, duas semanas antes da estreia, o jornalista pediu dispensa para continuar no SP Record por não acreditar no projeto. Em 11 de agosto Britto Júnior foi contratado para assumir o posto. Em 15 de agosto Edu Guedes também é contratado, formando então um trio de apresentadores.

## História

### 2005–09: Primeira fase

Os apresentadores da primeira fase: Edu Guedes, Ana Hickmann e Britto Júnior em 2007.

Em 22 de agosto de 2005, o Hoje em Dia entra no ar, dobrando a audiência deixada pelo Note e Anote e atraindo um público jovem para as manhãs. Além disso, Celso Cavallini passou a apresentar os quadros Aventura no Parque, onde jogava perguntas e respostas com artistas dentro em um parque de diversão dentro dos brinquedos em movimento, e Passarela Hoje em Dia com artistas e um último onde famosos tinham que passar por uma passarela suspensa a vários metros do chão. Em 2007, Ticiane Pinheiro passou a comandar os quadros Café da Manhã, onde realizava entrevistas de manhã com artistas na casa deles, e As Aventuras de Ticiane, mostrando a diversidade cultural nas ruas, além de apresentar eventualmente o programa durante as férias e folgas dos apresentadores titulares.
No mesmo ano, Chris Flores se tornou colunista, aparecendo algumas vezes durante as semanas para falar das notícias de celebridades. Luciana Liviero também passou a entrar ao vivo durante o primeiro bloco para dar notícias direto da redação de São Paulo junto com Britto. Em 2008, se tornaram colunistas: Caroline Bittencourt, no quadro Sete Segredos, que como este nome já diz, contava os sete segredos de um determinado assunto, e Raica Oliveira, que passou a fazer reportagens de moda. Ambas ficaram apenas alguns meses, sendo a última substituída por Gustavo Sarti com o quadro Oficina da Moda. Em setembro de 2008, a audiência do programa estava alcançando uma média entre 8 e 12 pontos diários, seis vezes mais que o antecessor Note e Anote, tornando-se por muitas vezes líder de audiência.
Em janeiro de 2009, Celso Cavallini passou a apresentar o quadro Game Show, trazendo jogos entre duplas de artistas durante as férias de janeiro e, posteriormente, tendo uma segunda temporada em julho. Em 2009, Chris Flores deixou de ser colunista de celebridades e passou a integrar o quadro fixo de apresentadores.

### 2009–14: Segunda fase

Os apresentadores da segunda fase: Gianne Albertoni, Celso Zucatelli, Chris Flores e Edu Guedes em 2011.

A segunda fase do programa foi marcado pela saída de Britto Júnior em maio de 2009 para assumir o reality show A Fazenda, sendo substituído por Celso Zucatelli. Em 24 de dezembro do mesmo ano, foi a vez de Ana Hickmann se despedir do Hoje em Dia para se dedicar apenas ao Tudo É Possível, passando o posto para Gianne Albertoni. Em 11 de janeiro de 2010 a ex-Miss Brasil Natália Guimarães se tornou colunista direto de Belo Horizonte,
trazendo reportagens de entretenimento. Outra mudança foi o primeiro bloco do programa que passou a ser dedicado ao jornalismo, que ficou conhecido como Hoje em Dia Notícias, apresentado apenas por Celso Zucatelli em contato com Luciana Liviero e, posteriormente, Mariana Leão e Fábio Ramalho nas redações de São Paulo e Rio de Janeiro.
Além disso, Amin Khader estreou em matérias com celebridades. No mesmo ano, Gustavo Sarti deixou o programa. Em 14 de fevereiro de 2012, Gianne Albertoni deixou a apresentação do programa no estúdio e passou a fazer apenas reportagens externas para os quadros De Carona com a Moda e Dica Albertoni. A decisão surgiu após uma pesquisa feita pela Record que apontou uma aceitação maior de Gianni com o público em matérias nas ruas. Na ocasião, a apresentadora disse que não se sentia rebaixada, rebatendo as críticas que de havia sido rejeitada pelo público desde a saída de Ana Hickmann. No mesmo ano, Ticiane Pinheiro deixou seu quadro para apresentar o Programa da Tarde. No final daquele ano, Gianne Albertoni deixou definitivamente o programa para ser repórter do reality show A Fazenda. Em junho de 2013, a Record anunciou que estava tentando que Ana Hickmann retornasse ao programa para reassumir seu cargo.

### 2015–2023: Terceira fase

Os apresentadores da terceira fase: Ana Hickmann, Renata Alves, Ticiane Pinheiro e César Filho em 2019.

No dia 19 de dezembro de 2014, foi anunciado que Edu Guedes, Celso Zucatelli e Chris Flores deixariam o comando em 2015, para se dedicar a outros projetos. Em 12 de janeiro, o programa retornou de férias, sob o comando de César Filho, vindo do SBT, da jornalista Renata Alves e o retorno de Ana Hickmann. Além disso, foi estreado um novo quadro de culinária com o chefe Dalton Rangel e reportagens com Elcio Coronato. Os únicos remanescentes na nova fase foram Gustavo Sarti e Dr. Antônio Sproesser. Em 3 de agosto de 2015, Ticiane Pinheiro, que já foi repórter do programa, também passou a integrar o time de apresentadores. Em 15 de setembro, Celso Russomano se tornou repórter do programa, apresentando o quadro Patrulha do Consumidor, que antes fazia parte do Programa da Tarde.
Em novembro, a Record contratou o estilista Ronaldo Esper para fazer parte do programa com uma coluna sobre vestidos de noiva. Em 2016, devido a boa recepção comercial do programa, o time de apresentadores passou a ser chamado novamente de "Quarteto Fantástico" pela imprensa. Em janeiro de 2017, durante as férias de César Filho, o ator Sérgio Marone foi contratado para assumir interinamente o programa, e em 30 de junho do mesmo ano, estreou o quadro Antes e Depois, onde a platéia participou e ganhou R$ 1 mil. Em janeiro de 2018, durante as férias de César Filho, o apresentador Tino Júnior assumiu interinamente o programa.  Em 4 de fevereiro de 2020 foi anunciada a saída de Dalton Rangel, que transferiu-se para a Band, sendo substituído logo em seguida pelo chef Guga Rocha. Em 10 de fevereiro, o programa estreia novo cenário e o reality show Hair, onde Ana Hickmann e o cabeleireiro Celso Kamura comandam diversas provas para revelar o melhor cabeleireiro do brasil.

### 2024–presente: Quarta fase
No Dia 22/12/2023 César Filho encerra seu contrato com a Record e deixa o comando do Programa, após 9 anos Celso Zucatelli retorna ao comando do programa ao lado de Ana Hickmann, Renata Alves e Ticiane Pinheiro

## Equipe

### Apresentadores
Atuais
- Ana Hickmann (2005–09; 2015–presente)
- Celso Zucatelli (2009-15; 2023-presente)
- Renata Alves (2015–presente)
- Ticiane Pinheiro (2015–presente)

Antigos
- Edu Guedes (2005–15)
- Britto Júnior (2005–09)
- Chris Flores (2009–15)
- Gianne Albertoni (2009–12)
- César Filho (2015–23)

### Colunistas
Atuais
- Gustavo Sarti (Oficina da Moda) (2008–presente)
- Celso Russomano (Patrulha do Consumidor) (2012–presente)
- Dr. Antônio Sproesser (Você e o Doutor) (2012–presente)
- Ronaldo Esper (Batalha dos Looks) (2015–presente)
- Keila Jimenez (Diário das Celebridades) (2018–presente)
- Julinho Casares (Dicas Pet Delivery) (2018–presente)
- Guga Rocha (Truques de Cozinha) (2020–presente)

Antigos
- Luciana Liviero (Notícias) (2007–08)
- Chris Flores (Celebridades) (2007–09)
- Mariana Leão (Notícias) (2009–14)
- Fábio Ramalho (Notícias) (2009–11)
- Natália Guimarães (Moda) (2010–12)
- Mirella Santos (Além do Peso) (2015)
- Karina Bacchi (Além do Peso) (2015)
- Elcio Coronato (Teste do Coronato) (2015–16)
- Dalton Rangel (Culinária) (2015–2020)

### Repórteres
Antigos
- Celso Cavallini (Aventura Radical) (2005–13)
- Ticiane Pinheiro (Café da Manhã) (2007–11)
- Rafael Formenton (Um Repórter do Barulho) (2007–09)
- Caroline Bittencourt (Sete Segredos) (2008)
- Raica Oliveira (De Frente com a Moda) (2008)
- Carlinhos Silva (Mendigo e Gluglu) (2009–11)
- Viny Vieira (Mendigo e Gluglu) (2009–11)
- Amin Khader (Reportagens gerais) (2010–14)
- Rodrigo Capella (Cobertura de eventos) (2012–13)
- Cássio Reis (Passaporte Hoje em Dia) (2012)
- Jean Paulo Campos (Já Pode Sonhar) (2018–20)

## Outras edições

### Edição de sábado
Em setembro de 2007 o programa ganhou uma edição aos sábados, o Hoje em Dia Especial, sendo reapresentada aos domingos na Record News. Em 2008, Celso Cavallini passa a ocupar parte do programa com os quadros Aventuras no Parque, Raio X de Aventura e Passarela Hoje em Dia. Em 2009, os apresentadores originais deixam a edição de sábado após a emissora constatar que estavam sobrecarregados, assumindo Celso Zucatelli e Amanda Françozo. Mauro Ribeiro passou a fazer a culinária. Em 2010, a edição passou a ser apresentada apenas por Zucatelli até dezembro de 2011, quando foi extinta.

### Edição de domingo
Em outubro de 2009 o programa ganha uma edição também aos domingos, apresentada por Amanda Françozo e Kelly Key, a qual ficou apenas até dezembro. Em 2020 a emissora planejou voltar com as edições de domingo das 9h às 11h, porém desistiu devido à pandemia de COVID-19.

### Edições locais
Entre 2010 e 2012 o Hoje em Dia teve edições locais exibidos das 9h30 às 10h antes do programa nacional, trazendo reportagens locais. Nos estados onde não havia uma edição local era exibida a de São Paulo com os apresentadores nacionais.
- Hoje em Dia Minas: Exibido de 3 de setembro de 2010 à 3 de fevereiro de 2012 na TV Record Minas, sob apresentação de Natália Guimarães e André Vasconcelos. Em 2011 André foi substituído por Dudu Schechtel.[40]

- Hoje em Dia Rio: Exibido de 4 de outubro de 2010 à 3 de fevereiro de 2012 na TV Record Rio, sob apresentação de Mariana Leão e Fábio Ramalho, que já faziam entradas na edição nacional dando as notícias do Brasil.[41]

- Hoje em Dia Bahia: Exibido de 13 de dezembro de 2010 à 3 de fevereiro de 2012 pela Record Bahia, sob apresentação de Ana Paula Farias e Marcus Pimenta.[42]

- Hoje em Dia Sul: Exibido de 31 de janeiro de 2011 à 3 de fevereiro de 2012, sob apresentação de Aline Schneider e Luciano Fechne. Foi a única edição exibida em mais de um estado: no Rio Grande do Sul pela TV Record RS, onde era produzida, e em Santa Catarina e Paraná pela RIC TV.[43]

## Prêmios
Em 2009 recebeu o prêmio de Melhor Programa Direcionado ao Público Feminino pela Associação Paulista de Críticos de Arte. Em 2008 ganha o Prêmio Qualidade Brasil como Melhor Programa com Temática Feminino e Melhores Apresentadores por Ana Hickmann, Britto Jr.  e Edu Guedes.